# MadTracker
MadTracker – tracker napisany przez Yannicka Delwiche pod systemy operacyjne z rodziny Windows.
Pozwala na wprowadzanie, odtwarzanie i zapis plików w swoim własnym formacie mt2 (Mad Tracker 2 Module) oraz formacie xm (Extented Module), wprowadzonego przez Fast Tracker. Posiada także możliwość importowania plików z formatu it (używanego przez Impulse Tracker), z formatu s3m (używanego przez Scream Tracker), z formatu mod (używanego przez ProTracker) oraz z formatu umx (Unreal Music Files). W wersji płatnej użytkownik otrzymuje możliwość eksportu do pliku WAV oraz AIFF. Posiada wsparcie dla języka angielskiego i francuskiego. 